# Mens erger je niet (film)
Mens erger je niet is een Nederlandse speelfilm uit 1975, geregisseerd door Wim Verstappen en geproduceerd door Scorpio Films. De hoofdrollen waren voor Willeke van Ammelrooy en Hugo Metsers.
De film moest meeliften op de succesvolle seks-komedies Wat zien ik!? en Blue movie, begin jaren 70. De film keeg als alternatieve titels Wraak! en Dont worry too much mee.

## Het verhaal
Hans en Rietje zijn oud en zitten in een bejaardenhuis. Onder een potje Mens erger je niet! blikken zij terug op een bewogen huwelijk. Hans was vrachtwagenchauffeur op de buitenlandse routes. Rietje was daardoor vaak alleen. Hans gedroeg zich als hij van huis was voorbeeldig op seksueel gebied. Rietje eigenlijk ook, maar zij stond wel herhaaldelijk bloot aan allerlei avances, met name als ze om de tijd te doden een betrekking als kamermeisje in een hotel aanneemt. In die hoedanigheid ontmoet ze ook filmproducer Pim, die haar een rol aanbiedt in zin nieuwe film 'Dirty picture'. Hoewel er niets aan de hand is, slaat Hans aan het tobben over die Pim-Rietje omgang, met als gevolg dat hij op een gegeven moment te veel drinkt en een aanrijding veroorzaakt. De rechter veroordeelt Hans tot vijf maanden gevangenis. Rietje voelt zich vernederd door de gang van zaken gedurende die rechtszaak en gaat op instigatie van haar zure mannenhatende moeder wraak nemen.

## Rolverdeling
| Acteur                | Personage       |
| --------------------- | --------------- |
| Willeke van Ammelrooy | Rietje          |
| Hugo Metsers          | Hans            |
| Andrea Domburg        | Rietjes moeder  |
| Pim de la Parra       | Pim             |
| Helmert Woudenberg    | Hubert          |
| Jérôme Reehuis        | rechter         |
| Olga Zuiderhoek       | secretaresse    |
| Bob Verstraete        | Rietjes collega |

1896-1909 · 1910-19 · 1920-29 · 1930-39 · 1940-49 · 1950-59 · 1960-69 · 1970-79 · 1980-89 · 1990-99 · 2000-09 · 2010-19
· 2020-29